# Meduna di Livenza
Meduna di Livenza är en ort och kommun i provinsen Treviso i regionen Veneto i Italien. Kommunen hade 2 964 invånare (2018).